# Homem Verde

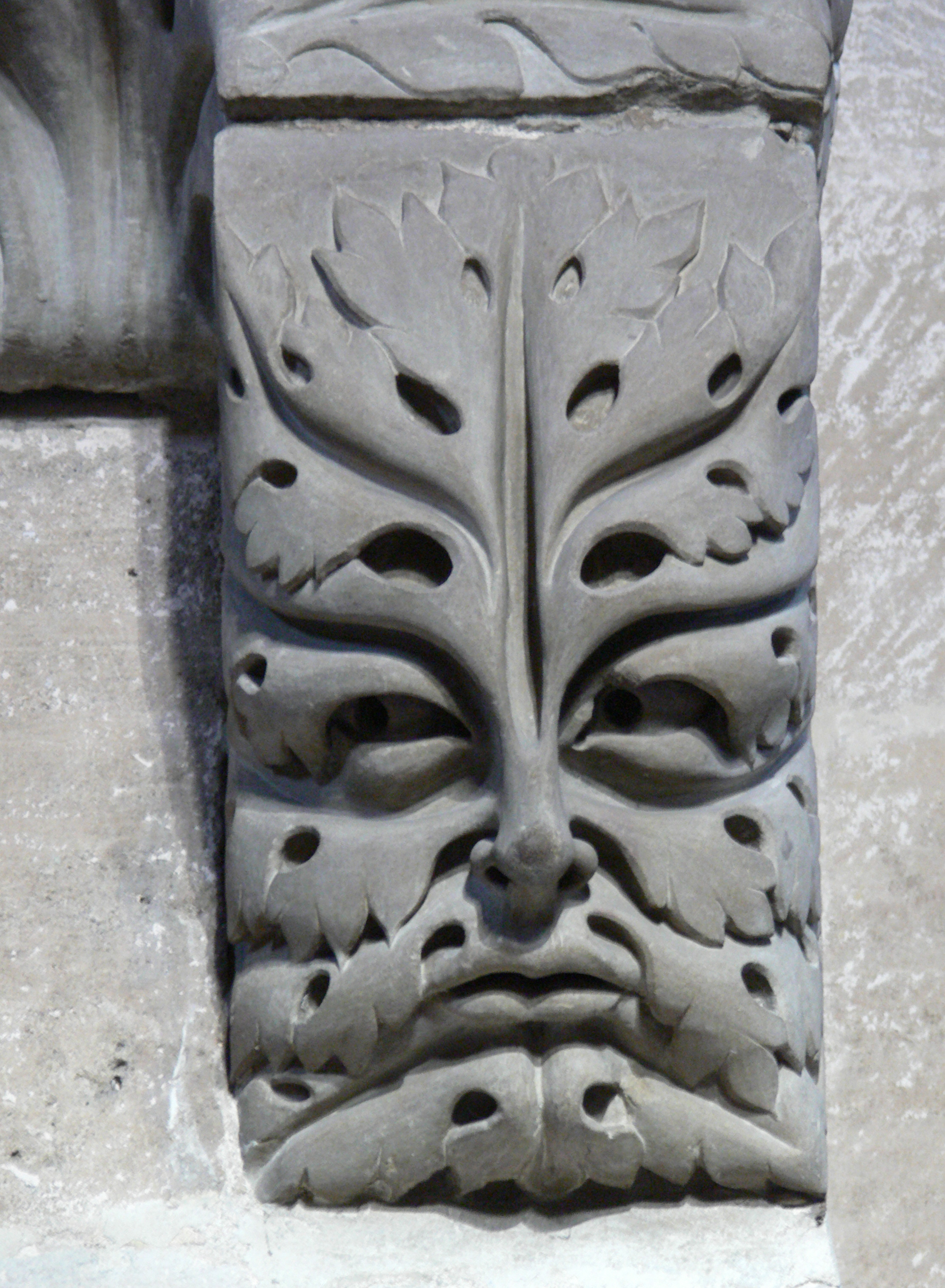
Uma cabeça com folhas em forma de uma folha de acanto: uma mísula que faz suporte ao Cavaleiro de Bamberg, catedral de Bamberg, Alemanha, início do século XIII

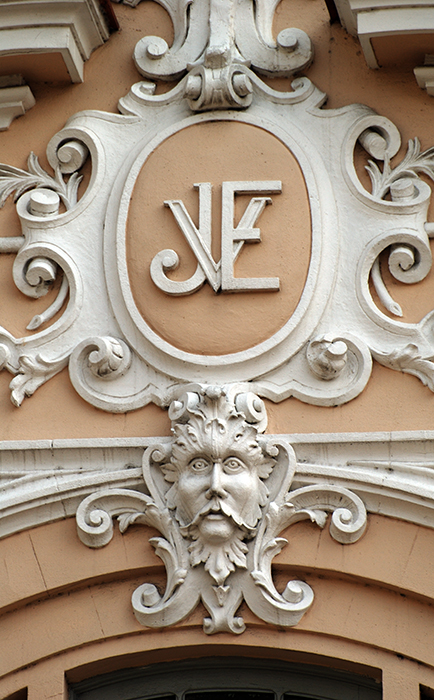
Homem verde em fachada de prédio eclético no Centro da cidade do Rio de Janeiro.

Homem Verde é uma escultura, desenho, ou outra representação de um rosto rodeado por folhas. Ramos ou cipós podem brotar pelo nariz, boca, narinas ou outras partes do rosto e estes brotos podem conter flores ou frutas. Comumente usados como ornamentos decorativos, Homens Verdes são frequentemente encontrados em esculturas, igrejas e outros edifícios (tanto seculares quanto eclesiásticos). "O Homem Verde" também é um nome popular para pubs ingleses e diferentes interpretações do nome aparecem em letreiros de pousadas, que, algumas vezes, mostram uma figura inteira ao invés de somente a cabeça.
O motivo Homem Verde tem muitas variações. Encontrado em muitas culturas ao redor do mundo, o Homem Verde é muitas vezes relacionado a divindades de natureza vegetal em diferentes culturas ao longo dos tempos. Essencialmente, ele é interpretado como um símbolo de renascimento, representando o ciclo de crescimento a cada primavera. Especula-se que a mitologia do Homem Verde desenvolveu-se independentemente nas tradições de culturas ancestrais separadas e evoluiu para a grande variedade de exemplos encontrados ao longo da história.

## Tipos de Homem Verde

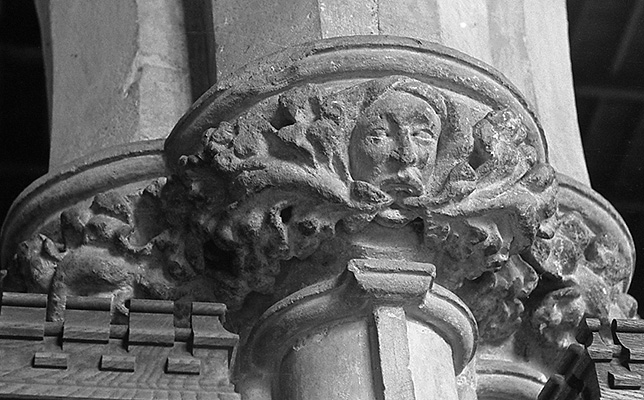
Um Homem Verde medieval (tipo expelidor) no capitel de uma coluna em uma igreja inglesa

O termo "Homem Verde" foi cunhado por Lady Raglan, em seu artigo "O Homem Verde em Arquitetura Eclesiástica" de 1939 no 'The Folklore Journal'. A figura é muitas vezes erroneamente classificada como Jack in the green.
Geralmente usadas em trabalhos de arquitetura como cabeças ou máscaras folheadas, esculturas do Homem Verde pode tomar várias formas, naturalística ou decorativa. As mais simples retratam o rosto de um homem olhando para fora de densa folhagem. Algumas podem ter folhas em lugar de cabelo, e também em lugar da barba. Muitas vezes as folhas ou ramos frondosos são mostrados crescendo de sua boca aberta, do nariz e também dos olhos. Nos exemplos mais abstratos, a escultura parece ser, à primeira vista, folhagem meramente estilizada, com o elemento facial somente se tornando evidente depois de uma verificação mais acurada. O rosto é quase sempre masculino; mulheres verdes são raras. Gatos, leões, e demônios verdes também podem ser encontrados. Em lápides e em outros memoriais, crânios humanos são ocasionalmente representados com videiras ou outro vegetal brotando de seu interior, presumivelmente como um símbolo de ressurreição.[carece de fontes?]
O Homem Verde aparece em muitas formas, com os três tipos mais comuns categorizados como:
- a Cabeça Folheada – coberta completamente por folhas verdes;
- a Cabeça Expelidora – que vomita vegetação pela boca;
- a Cabeça Sanguessuga – que brota vegetação por todos os orifícios faciais.[3][4]

## Homens Verdes em igrejas
Superficialmente, o Homem Verde pode parecer pagão, considerado uma figura de fertilidade ou um espírito da natureza, similar ao homem selvagem da floresta, ele ainda aparece com frequência, esculpido em madeira ou pedra, em igrejas, capelas, abadias e catedrais, onde exemplos datando desde o século XI até o século XX podem ser encontrados.[carece de fontes?]
Para o observador moderno, as esculturas antigas (arte românica e medieval) muitas vezes têm um mistério desconcertante ou uma qualidade divina. Isto é usado algumas vezes para indicar a vitalidade do Homem Verde, que foi capaz de sobreviver como um símbolo de tradições pré-cristãs apesar, e ao mesmo tempo como complemento, da influência do cristianismo: ao invés de afastar seus novos convertidos, os primeiros missionários cristãos teriam muitas vezes adotado e adaptado deuses locais, algumas vezes transformando-os em santos.

## Variações posteriores no motivo do Homem Verde

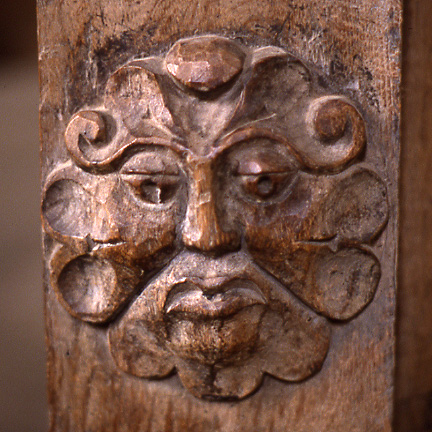
Esta escultura em madeira de uma "cabeça folheada" está no coro alto da Abadia de Dore.

A partir do Renascimento, variações elaboradas no tema do Homem Verde, muitas vezes com cabeça animal em vez de faces humanas, aparecem em muitos meios diferentes dos costumeiros entalhes (incluindo manuscritos, trabalhos em metal, ex libris, e vitrais). Eles parecem ter sido utilizados para efeito puramente decorativo em vez de refletir qualquer profunda convicção. Um gravador suíço, Numa Guyot criou um ex libris representando um homem verde em detalhes requintados. A obra foi concluída por volta de 1887.[carece de fontes?]
Na Grã-Bretanha, a imagem do Homem Verde desfrutou de um renascimento no século XIX, tornando-se popular entre arquitetos durante o revivalismo gótico e a era Arts & Crafts, quando ele aparecia como um motivo decorativo em muitos edifícios, tanto religiosos quanto seculares.[carece de fontes?]
Arquitetos norte-americanos passaram a usar o tema por volta da mesma época. O Homem Verde viajou com os europeus quando eles colonizaram o mundo. Muitas variações podem ser encontradas na arquitetura vitoriana neogótica. Ele era muito popular entre os construtores australianos e pode ser encontrado em muitos edifícios seculares e sagrados.[carece de fontes?]

### Imagens modernas

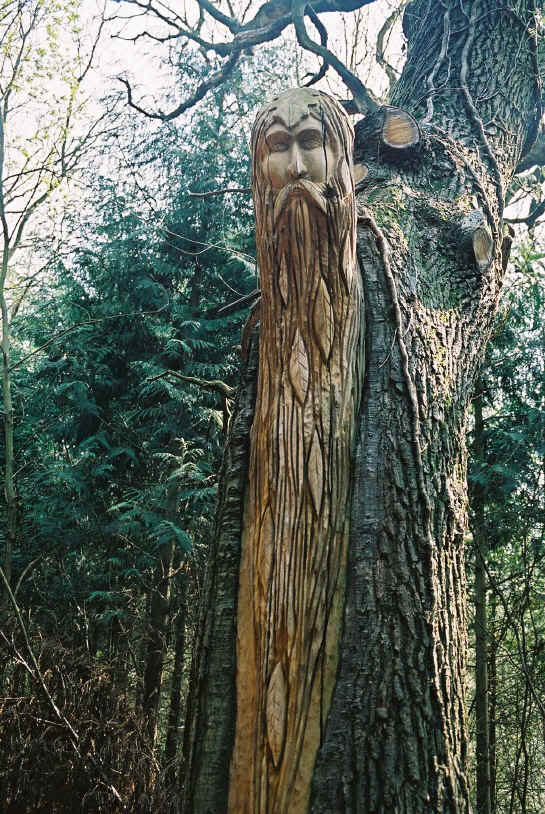
O Homem Verde Whitefield, uma escultura em madeira por Paul Sivell.

A imagem do Homem Verde tem ressurgido nos tempos modernos, com artistas de todo o mundo entrelaçando as figuras esculpidas em vários modos de trabalho. Entre eles estão o artista inglês Paul Sivell, que criou o Homem Verde Whitefield, uma escultura em madeira numa parte morta de um carvalho vivo; David Eveleigh, um designer de jardim inglês, que criou o Penpont Green Man Millennium Maze, em Powys, País de Gales (a maior representação de um Homem Verde no mundo); e o escultor M. J. Anderson, que criou a escultura em mármore intitulada Homem Verde como Original Aborígene Costeiro de Todos os Tempos de Quem o Bosque e Toda a Natureza Brota de seus Dedos.[carece de fontes?]
Outros artistas incluem Jane Brideson, a artista australiana Marjorie Bussey, a artista americana Monica Richards, e o artista Peter Pracownik, cuja obra tem aparecido em vários meios, incluindo tatuagem de corpo inteiro.
O artista americano Rob Juszak tem usado o tema do Homem Verde como protetor espiritual da Terra e o transformou-o em uma visão do Homem Verde embalando o planeta; a artista plástica Dorothy Bowen criou uma pintura num quimono de seda, intitulada Mulher Verde, como uma expressão do aspecto feminino da lenda.

## Personagens relacionados

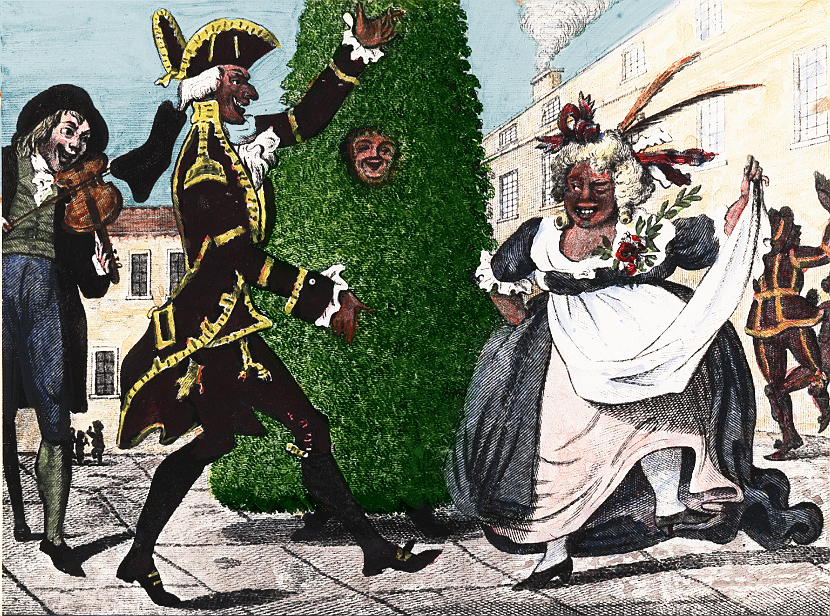
Impressão do século XVIII de Jack in the Green no May Day em Londres.

Na mascarada de Thomas Nashe, Summer's Last Will and Testament (1592, publicado em 1600), o personagem comentando sobre as observações da ação, após a saída de "Sátiros e ninfas de madeira," "O resto dos homens verdes têm razoáveis vozes...".[carece de fontes?]
Paralelos têm sido traçados entre o Homem Verde e várias deidades, como o anglo-céltico Lud. Muitos o veem como tendo uma conexão com o mesopotâmico Tamuz que simboliza o triunfo da Vida sobre o Inverno e a Morte, Osíris, Odin, e até Jesus, bem como personagens folclóricos e literários mais recentes como o Rei Azevinho.
Figuras mitológicas como Cernuno, Silvano, Jack in the green, Puck, e o Cavaleiro Verde todos participam da natureza do Homem Verde; também tem sido sugerido que a história de Robin Hood nasceu da mesma mitologia. Uma forma mais moderna de personificação é encontrada em Peter Pan, que vem da Terra do Nunca para o mundo civilizado vestido de folhas verdes. Até mesmo Papai Noel, que era muitas vezes mostrado envolto em hera em representações iniciais, tem sido visto como um similar espírito da floresta.
O Cavaleiro Verde de Sir Gawain e o Cavaleiro Verde serve tanto como monstro e mentor de Sir Gawain, pertencente a um mundo pré-cristão que parece antagônico, mas é no fim harmonioso com o ideal cristão.[carece de fontes?]
Em nações de línguas germânicas, como Alemanha, Islândia, e Inglaterra, representações do Homem Verde poderiam ter sido inspiradas por deidades como Frey ou Odin, pois ambos têm muitos atributos dos Homens Verdes por toda a Europa.

### Neopaganismo
Na Wicca, o Homem Verde tem sido frequentemente usado como uma representação do Deus Cornífero, uma deidade sincrética que se apropria de aspectos do, entre outros, celta Cernuno e do grego Pã.[carece de fontes?]

## Galeria

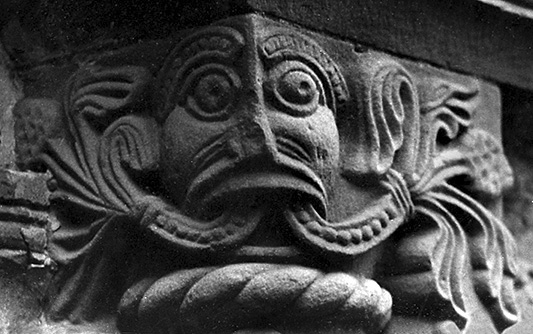
Escultura românica, porta da igreja de Norman em Kilpeck, Herefordshire, meados do século XII
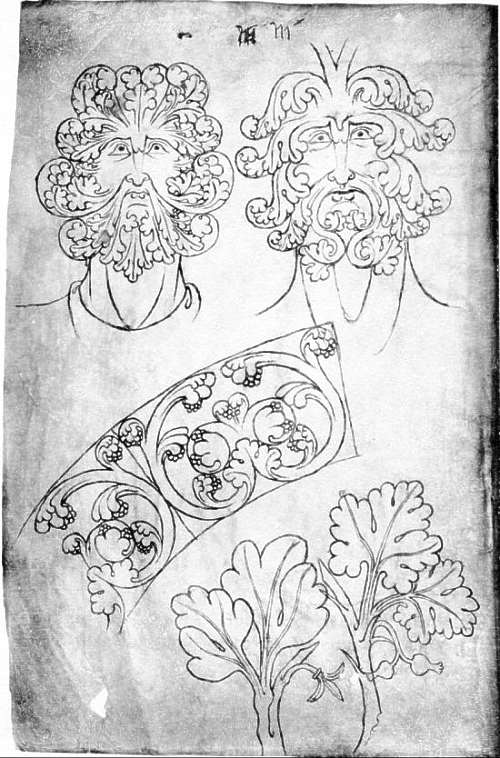
Rascunhos de Villard de Honnecourt, c.1230
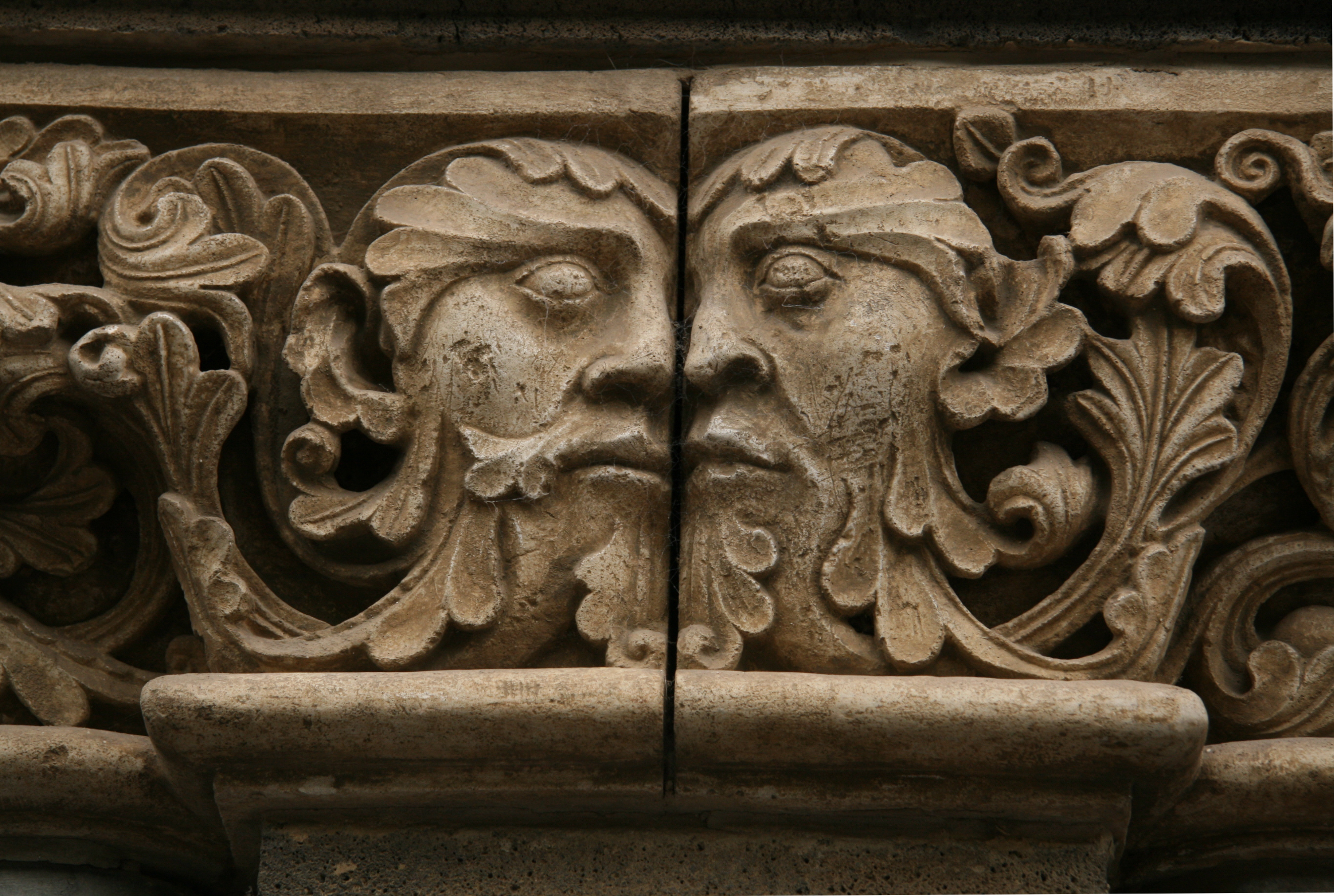
Escultura, porta meridional da Abadia de Maria Laach, Alemanha
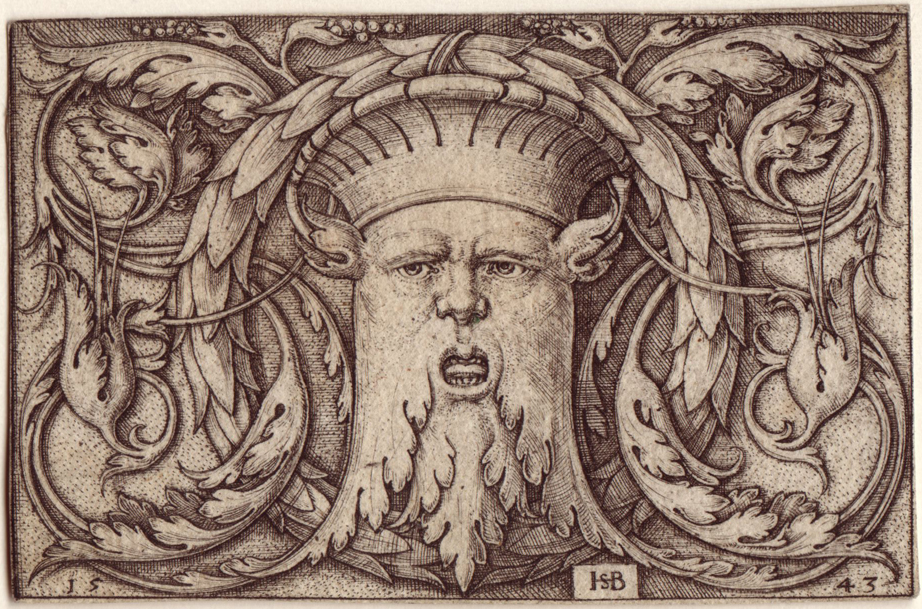
Gravura de cabeça foliada, Hans Sebald Beham, 1543
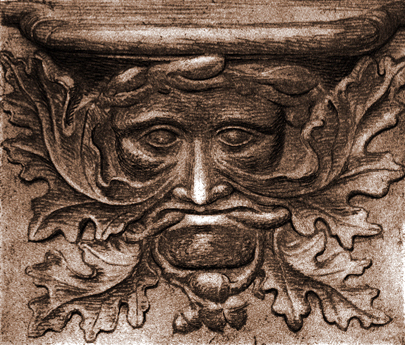
Misericórdia medieval; abadia de Vendôme, França
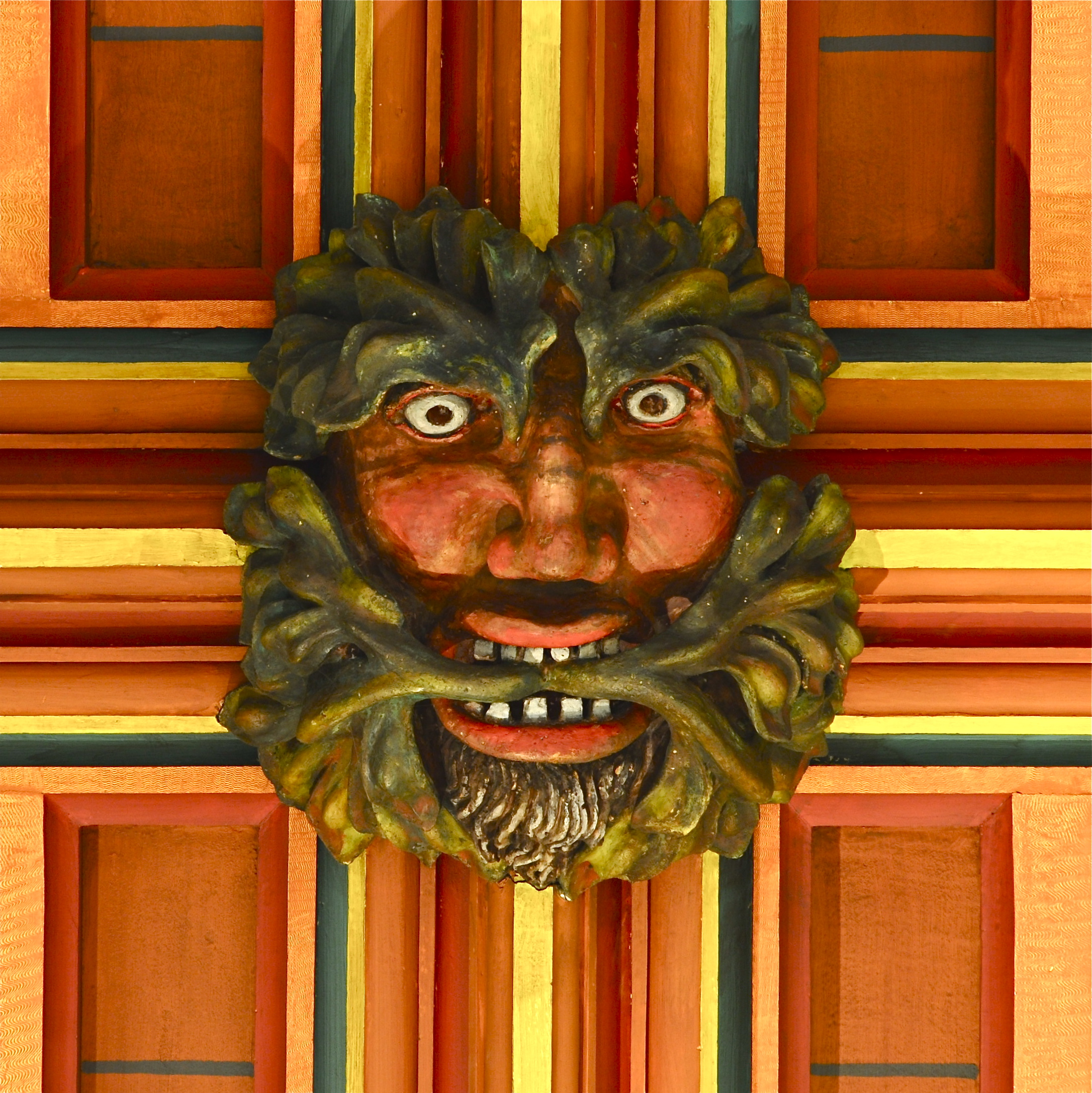
Bocete pintado em madeira, Catedral de Rochester, Kent
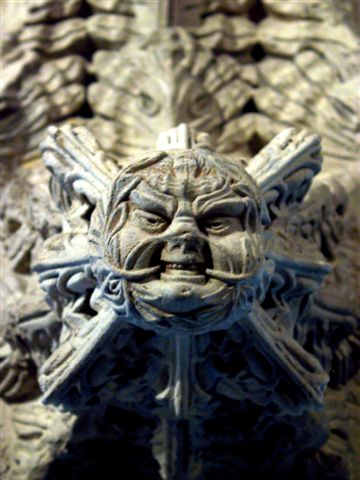
Uma de mais de 110 esculturas de Homem Verde na Capela de Rosslyn, Escócia
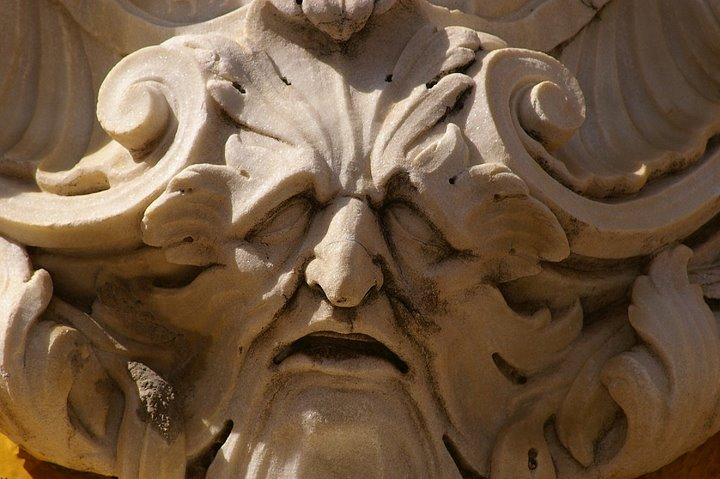
Máscara foliada da Casa de Arizón perto de Cádiz, Espanha (século XVII e XVIII)
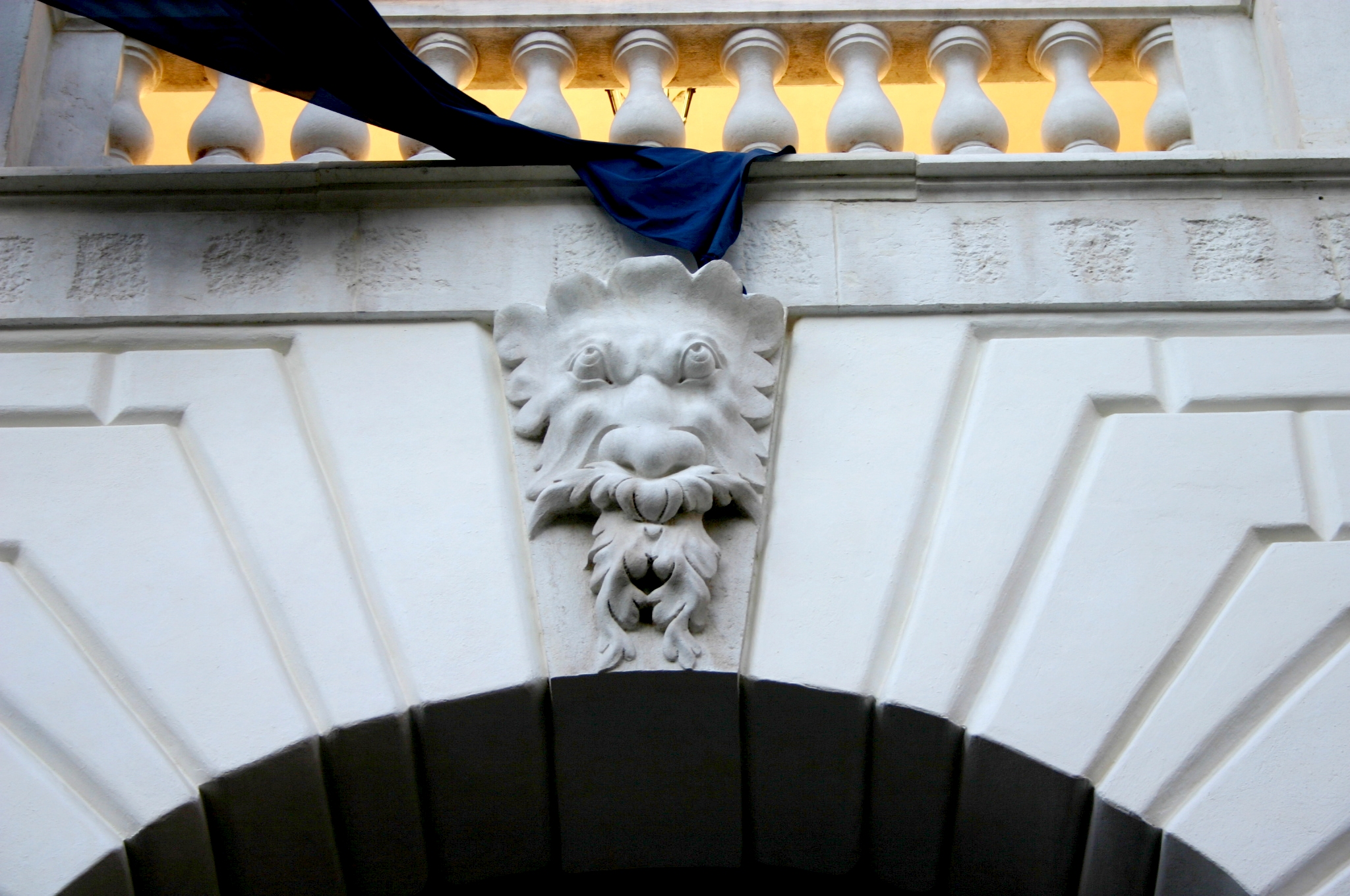
Mascarón grotesco no pátio de Broletto (o antigo Salão da Província), Bréscia, Itália (século XVII?)
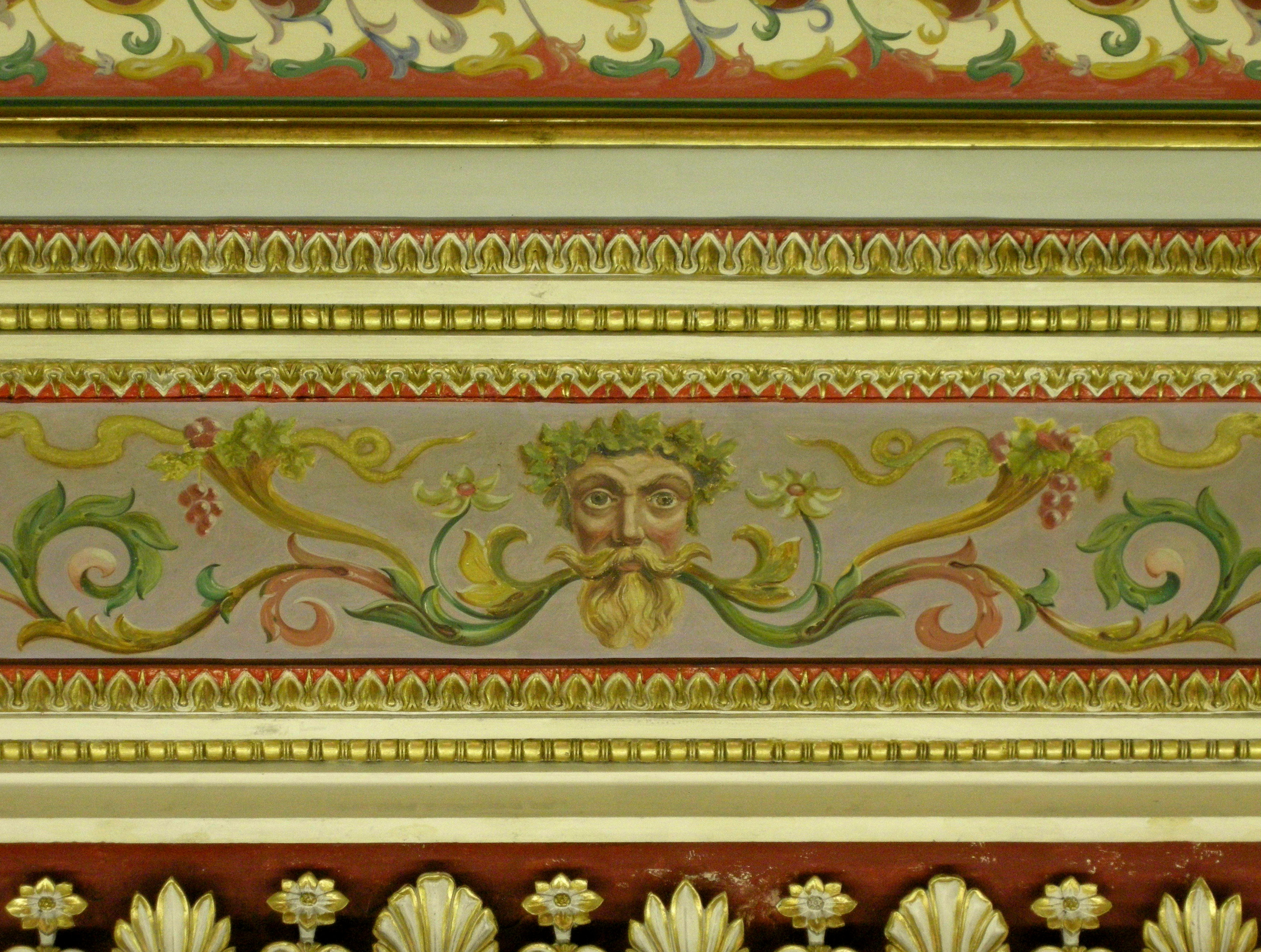
Homem Verde pintado em teto neoclássico em 1867, Museu Bankfield, Halifax, Reino Unido
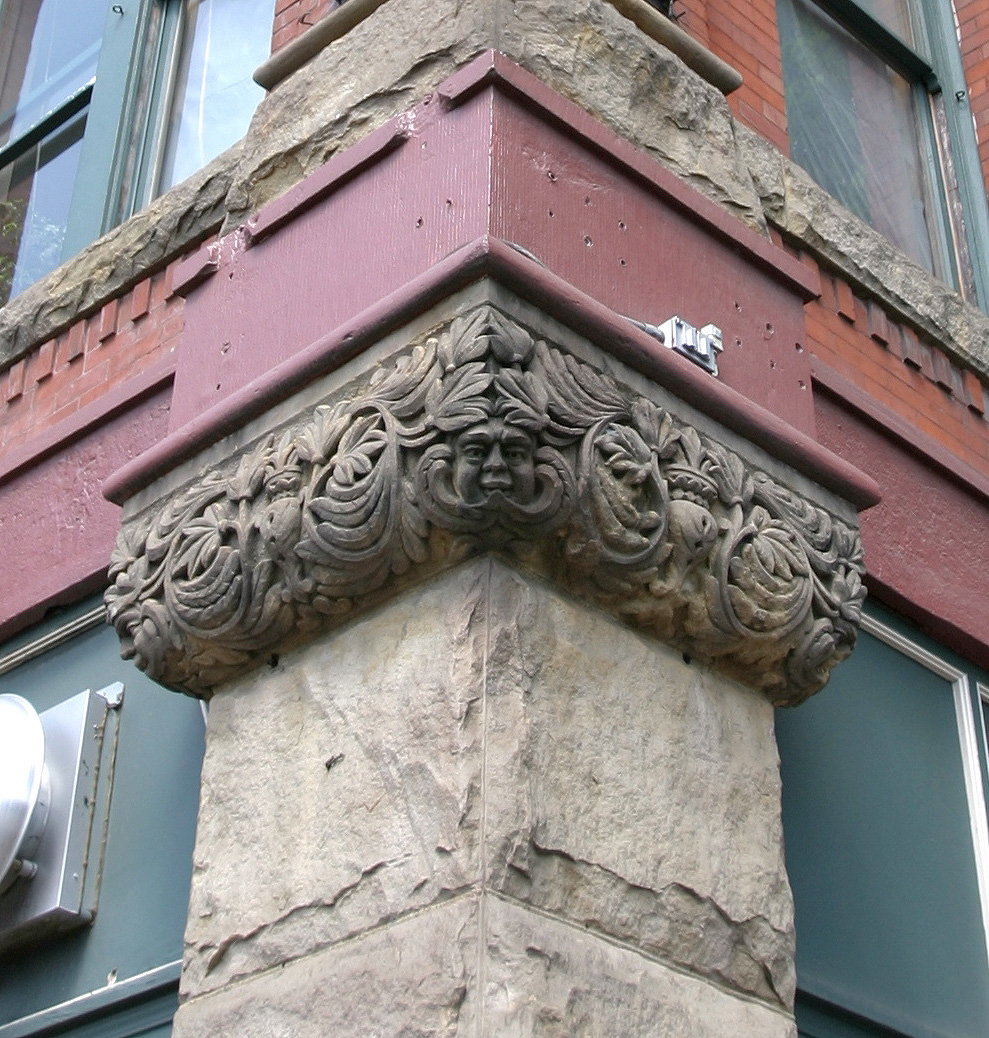
Detalhe arquitetônico, Portland, Oregon (fim do século XIXou início do século XX?)
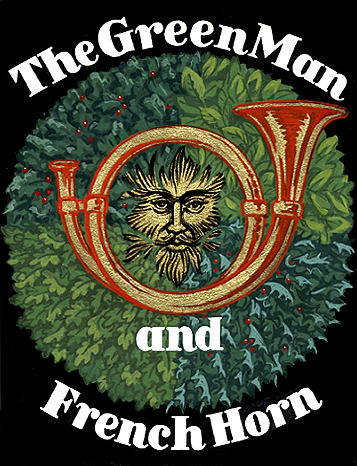
Ilustração do sinal que pendia do lado de fora de um pub em Covent Garden na década de 1970
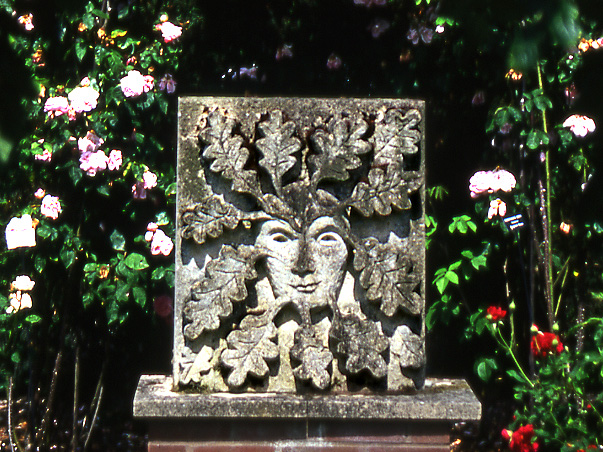
Um ornamento de jardim moderno. Escultura em pedra por Pat Austin, David C. H. Austin, Albrighton (século XX)
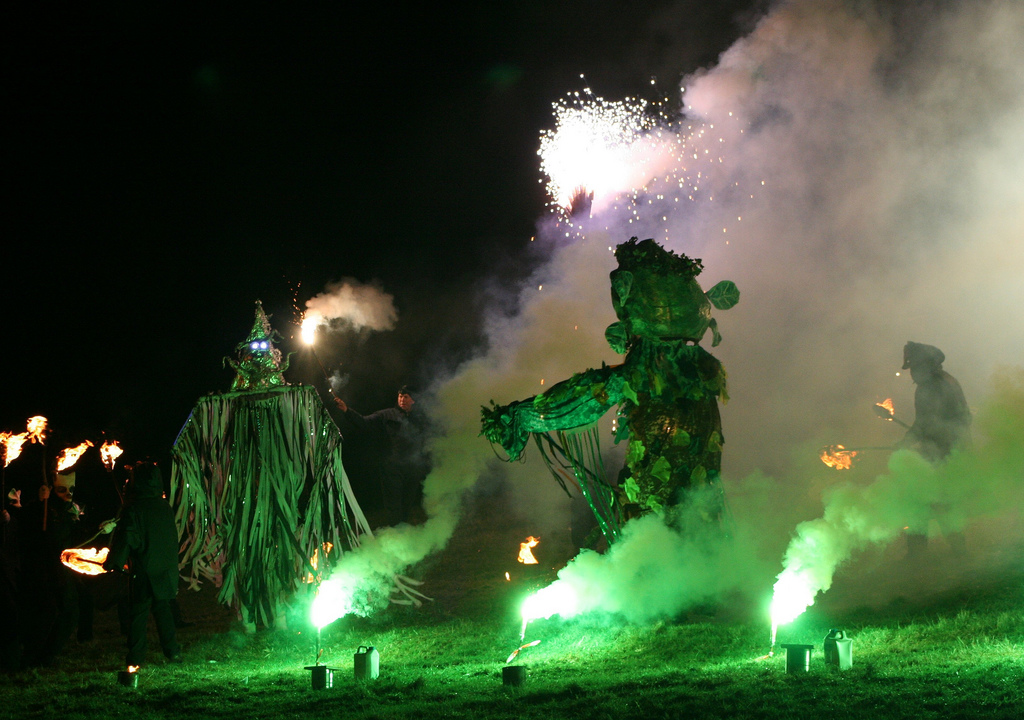
Combate dramatizado entre o Homem Verde e Jack Frost em um festival comunitário em Yorkshire
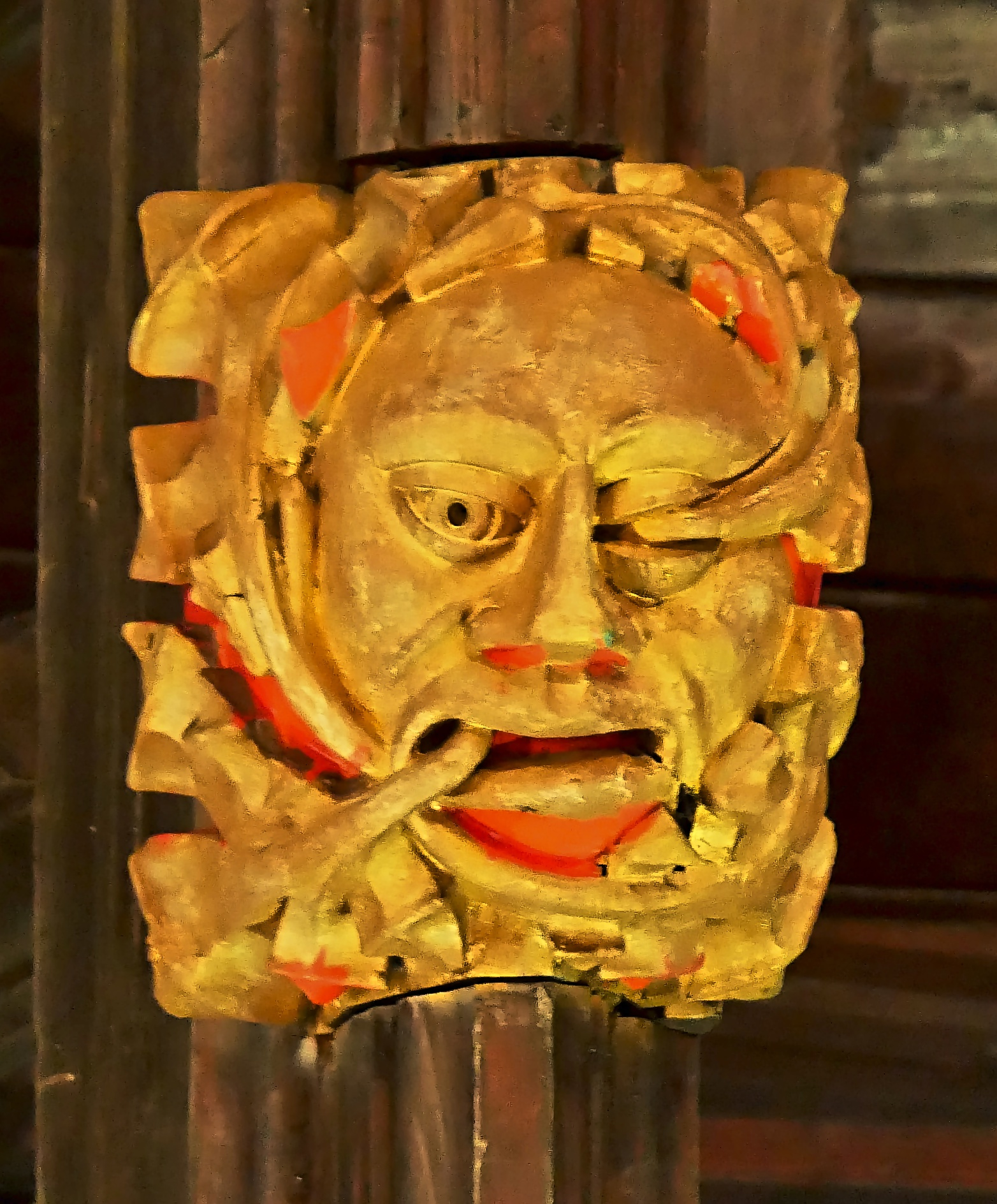
Bolton Abbey, Yorkshire